# 나린제닌
나린제닌(Naringenin)은 풍미가 없고 무색의 플라바논으로서, 플라보노이드의 일종이다. 그레이프프루트의 지배적인 플라바논으로서, 다양한 식물과 허브에서 발견된다.

## 구조
나린제닌은 4', 5, 7개 탄소에서 3개의 하이드록시기가 있는 플라바논 뼈대 구조를 지닌다.